# 雪花女神龙
雪花女神龙是一部大型神话武侠连续剧，于2002年拍摄。本剧讲述了关于女侠上官燕的一段江湖恩仇录。

## 拍摄背景
- 本剧由台湾知名制片人李岳达(原名李鹏)监制，上海中路影视公司投资拍摄。原定女主角本是萧蔷，但由于本剧需要在沙漠地区拍摄，拍摄时间比较长，条件也比较艰苦，双方最终没有谈妥。李岳达于是到北京电影学院公开选拔女主角，大二学生董璇幸运入选。
- 本剧翻拍自旧剧《冷月孤星剑》，另外为本剧专门制作了符合剧情的主题曲《雪花女神龙》，由歌手赵传演唱。

## 剧情简介
上官燕幼年家庭发生巨变，父亲被杀害，母亲失踪，武林圣地四方城也由此易主。世外高人古天木救下上官燕，并传授她“雪花神剑”。十五年后，已经长大的上官燕要为父母报仇，由于她的兵器是“凤血剑”，武艺高强，江湖上被称作“女神龙”。杀手“鬼见愁”司马长风，奉命对付“女神龙”，他的兵器却是“龙魂刀”……“凤血剑”和“龙魂刀”有什么样的渊源，而四方城后面又有多少的阴谋……

## 演员表
| 演員   | 角色             | 介紹 |
| 董璇   | 上官燕           | 女，二十三岁，绰号“女神龙”，冷艳绝美，傲气凛人，武功高强。兵器是“凤血剑”，身负家世血仇，江湖上对她的来历却是知之甚少。                                   |
| 任天野 | 司马长风         | 男，二十五岁，绰号“鬼见愁”，家世有极大的隐秘，被魔头“半天月”利用，充当杀手。兵器“龙魂刀”的威力无穷，刀出必见血，为人亦正亦邪，张狂又内敛。               |
| 乔振宇 | 欧阳明日         | 男，二十多岁，外貌清瘦俊秀，肤色苍白，面蕴病容。家世亦是不为外人所知，医术高超，但又性格孤傲，行事诡谲难测，人称“不死不救赛华佗”。痴情于 “女神龙”。      |
| 孙耀威 | 臭豆腐(皇甫仁和) | 男，二十出头，在县府衙门当差。天生善良，为人极为孝顺。虽不懂武功，但极讲义气。真实身世却是一个惊天秘密。                                                 |
| 连凯   | 弄月公子         | 男，二十三岁，神月教徒，优雅俊秀，精通天文地理、五行、八卦，擅使毒物，与欧阳明日一度“瑜亮”，实为司马长风失散多年之亲弟弟司马凌风。                       |
| 张佩华 | 欧阳飞鹰         | 男，四十三岁，身材雄伟，霸气凶狠。为四方城创始人之一，后联手半天月，杀害义兄，谋夺城主一为。                                                             |
| 陈孝萱 | 欧阳盈盈         | 女，十八岁，欧阳飞鹰之女，骄纵跋扈，娇颜如花，深受欧阳飞鹰宠爱，一个偶然机会与臭豆腐机缘相遇，两人是欢喜冤家。                                           |
| 齐杰   | 半天月           | 男，五十岁，神月教教主，部下众多，心狠手辣，与欧阳飞鹰勾结，颠覆四方城，一心想称霸武林。                                                                 |
| 陈豪   | 小豆芽           | 男，六、七岁，侍卫周海之孙，聪明聆俐、天真可爱，全家被神月教杀害，却误会上官燕是凶手，一心想杀上官燕报仇。然却因朝夕相处，而与上官燕产生相依为命的情感。 |
| 左百学 | 古木天           | 男，据传已逾百岁，武功深不可测，年轻时曾打败武林九大掌门人的联手。亦是个武痴，花了十数年时间练就了两把举世无双的武器——龙魂刀及凤血剑。是上官燕的师傅。   |
| 陈长海 | 边疆老人         | 男，七十多岁，仙风道骨，医术出神入化，上知天文，下知地理。欧阳明日的师傅，古木天的老朋友。                                                               |
| 齐千郡 | 无忧宫主         | 女，三十五岁，半天月的红粉知己，单恋半天月，抚养司马凌风成人，将他培养成弄月公子，视若已出。                                                             |